# Ramón J. Sender
Ramón J. Sender, celým jménem Ramón José Sender Garcés, (3. února 1901 – 16. ledna 1982) byl španělský spisovatel.
Narodil se v obci Chalamera na severovýchodě Španělska. V letech 1922–1924 se účastnil rífské války v Maroku. Začínal jako novinář, několik let pracoval pro noviny El Sol. V roce 1930 debutoval protiválečným románem Imán, odehrávajícím se právě za války v Rífu. V roce 1933 stál u zrodu Sdružení přátel Sovětského svazu a v roce 1935 vydával komunisticky zaměřený časopis Tensor. Během občanské války mu zastřelili manželku, s níž měl syna Ramona Sendera, později skladatele a spisovatele. Později žil ve Francii, Mexiku a USA, kde v roce 1946 získal státní občanství. Působil na Denverské univerzitě, Harvardově univerzitě, Univerzitě Nového Mexika v Albuquerque, Sandiegské univerzitě a dalších. Vydal desítky dalších knih, v českých překladech vyšly Sedm rudých nedělí (1937), Z kovadliny kladivo (1938) a Chmurná svatba (1949). Zemřel v San Diegu ve věku 80 let.